# ماری‌لبون
ماری‌لبون (به انگلیسی: Marylebone) یک ناحیه در لندن است که در شهر وست‌مینستر واقع شده‌است.

## افراد ساکن مشهور
- جین اشر
- آلفرد جی آیر
- دیوید کامرون
- بندیکت آرنولد
- چارلز ببیج
- فرانسیس بوفورت
- جین برکین
- ویلکی کالینز
- چارلز دیکنز
- ژاکلین دوپره
- تی. اس. الیوت[۲]
- ادوارد گیبون
- ریچارد هموند
- جیمی هندریکس
- جان لنون
- مدونا[۳]
- پل مک‌کارتنی
- هیلی میلز
- ویلیام کاوندیش بنتینک پورتلند
- کورین ردگریو
- وندی ریچارد
- تلولاه ریلی
- دودی اسمیت
- استیون اسپندر
- رینگو استار
- کت استیونس
- اچ. جی. ولز
- نورمن ویزدوم

## ترابری

### ایستگاه‌های مترو
- ایستگاه متروی خیابان بیکر
- ایستگاه متروی خیابان بوند
- ایستگاه متروی خیابان اجور (خط بیکرلو)
- ایستگاه متروی خیابان اجور (خط سیرکل)
- ایستگاه متروی ماربل آرچ
- ایستگاه ماریلبون
- ایستگاه متروی آکسفورد سیرکوس
- ایستگاه متروی ریجنتز پارک

### ایستگاه‌های راه‌آهن
- ایستگاه ماریلبون